# Jean Battut
Pour les articles homonymes, voir Battut.
Jean Battut, né le 14 février 1933 à Messeix (Puy-de-Dôme), et mort le 9 avril 2022 à Paris, est un instituteur syndicaliste, militant associatif et politique français, historien de l’éducation.

## Années de formation
Il a été élève à l’École normale d’instituteurs d'Auxerre dans l’Yonne, de 1951 à 1953. Muni de son certificat d’aptitude pédagogique en 1954, il est nommé comme instituteur à Suilly-la-Tour dans la Nièvre, puis en 1955 à l’école de Courcelles dans le Nivernais. Il prépare l’examen départemental pour enseigner en cours complémentaires en 1958. En 1959, il est nommé professeur d’enseignement général en collège (PEGC) au Lycée CES de Cosne-sur-Loire jusqu’en 1981. Après 1981, il exerce différentes responsabilités syndicales et associatives.

## Responsabilités politiques

### Nouveau Parti socialiste
Il participe à la mise en place du nouveau Parti socialiste dans la Nièvre. De 1969 à 1971, il devient secrétaire général du Mouvement socialiste nivernais. De 1972 à 1978, il exerce les fonctions de conseiller auprès du premier secrétaire du Parti socialiste sur les problèmes d’éducation. De 1981 à 1984, il est nommé secrétaire national du Collectif Éducation du PS chargé plus spécialement du groupe « Grand service public ».

### École et socialisme
Il est secrétaire général du mouvement « École et Socialisme », cofondateur de la revue École et Socialisme et membre de son comité de rédaction jusqu’à son dernier numéro en 1994. Il organise de nombreuses rencontres avec le Syndicat national des instituteurs (SNI) et la Fédération de l'Éducation nationale (FEN) afin de conforter le courant socialiste, ce qui aboutit, sous la houlette de Louis Mexandeau, à la rédaction du projet du PS sur l’éducation. Le manifeste « École et Socialisme », présenté à la presse en 1973, veut que le système éducatif libère l’individu en s’appuyant sur les principes de l’école fondamentale de la maternelle à quinze-seize ans chers au SNI. Il s’agit d’élaborer un projet éducatif nouveau qui s’inscrive dans le cadre des orientations socialistes. Un véritable travail de réflexion est lancé dans toute la France autour des groupes départementaux : il faut changer l’école pour changer la société, le seul changement politique et social ne permettant pas de changer l’école. Des colloques nationaux sont organisés avec pour objectif de rallier le premier secrétaire du Parti socialiste, François Mitterrand, aux thèses de l’école fondamentale.

### France-URSS
Il est nommé membre de la Présidence nationale de l’Association France-URSS de 1984 à 1991.

## Responsabilités syndicales et associatives

### Syndicalisme enseignant
Il est élu secrétaire départemental de la section de la Nièvre du Syndicat national des instituteurs de 1963 à 1969. De 1973 à 1975, il est secrétaire de la section de la Nièvre de la Fédération de l'Éducation nationale. De 1978 à 1981, il devient membre du secrétariat national du Syndicat national des instituteurs (SNI-PEGC), chargé des affaires laïques, de l'Europe et du secteur droits et libertés.

### Agence des chèques-vacances
Le Conseil des ministres de Pierre Mauroy le nomme le 22 septembre 1982, délégué général de l’Agence nationale du chèque-vacances. Il est chargé de la communication du lancement du chèque-vacances. Il assure à l’agence, pendant quatre années, les relations publiques, crée le fac-similé du chèque et l’annuaire des prestataires de services en collaboration avec le tourisme commercial et le tourisme social.

### Œuvres mutualistes et coopératives de l'Éducation nationale
Le Comité de coordination des œuvres mutualistes et coopératives de l'Éducation nationale (CCOMCEN) le nomme comme conseiller de son président Guy Georges jusqu’en 1988.

### Conseil économique et social
Il est membre du Conseil économique et social représentant la Fédération de l'Éducation nationale de 1979 à 1980, puis  « personnalité qualifiée » de 1989 à 1994.

## Œuvres

### Livres
- Jean Battut (dir.), Christian Join Lambert (dir.) et Edmond Vandermeersch (dir.), 1984. La guerre scolaire a bien eu lieu, Éditions Desclée de Brouwer, 1995, 325 p. (ISBN 978-2-220-03693-9)
- Jean Battut, François Mitterrand le Nivernais : 1946-1971 : la conquête d’un fief, Paris, L'Harmattan, 2011, 330 p. (ISBN 978-2-296-54937-1, présentation en ligne)
- Jean Battut, Changer l’école pour changer la vie : 1971-1981 François Mitterrand, la gauche et l’éducation, Paris, L'Harmattan, 2012, 232 p. (ISBN 978-2-296-55636-2, présentation en ligne)
- Jean Battut, Quand le syndicalisme enseignant rencontre le socialisme : 1975-1979 Notes régulières transmises par la FEN et le SNI à François Mitterrand, Paris, L'Harmattan, 2013, 324 p. (ISBN 978-2-343-00255-2, présentation en ligne)
- Jean Battut, Éducation et socialisme à l'épreuve du pouvoir : 1981-1995 correspondance buissonnière de Jean Battut à François Mitterrand, Paris, L'Harmattan, 2015, 232 p. (ISBN 978-2-343-05689-0, présentation en ligne)
- Jean Battut, François Mitterrand, les trois années inconnues 1969-1971 : au pied d'Épinay, Paris, L'Harmattan, 2016, 268 p. (ISBN 978-2-343-10213-9, présentation en ligne)
- Jean Battut, Chroniques libanaises 1999-2002 : Journal d'un promeneur solidaire, Paris, L'Harmattan, 2018, 344 p. (ISBN 978-2-343-15509-8, présentation en ligne)
- Jean Battut, Chroniques libanaises 1999-2002 : Journal d'un promeneur solidaire, Paris, L'Harmattan, 2018, 344 p. (ISBN 978-2-343-15509-8, présentation en ligne)
- Jean Battut, Chroniques géorgiennes : 2002, un besoin d'Occident, Paris, L'Harmattan, 2019, 156 p. (ISBN 978-2-343-17608-6, présentation en ligne)
- Jean Battut, Messeix, souvenirs d'un fils de mineur, Lulu, 2019, 204 p. (ISBN 978-0-244-75972-8, présentation en ligne)

### Thèse universitaire
- Itinéraire militant d’un instituteur socialiste nivernais, thèse de doctorat, direction Jacques Girault, professeur émérite, 2009, université de Paris XIII.

### Archives
Fonds Jean Battut 74J (fonds ouvert aux chercheurs), Archives de la Nièvre.

## Sources
- Centre Henri-Aigueperse / UNSA Éducation (Centre de d'histoire sociale, de recherche, de formation et de documentation) :
  - Quand le syndicalisme rencontre le socialisme : note de lecture, novembre 2013
  - Battut / Mitterrand : la correspondance d'un fidèle (1981-1995) : note de lecture, mai 2015.
- Institut François-Mitterrand : François Mitterrand le Nivernais, note de lecture, avril 2011.
- IRHSES Institut de recherche sur l'histoire du syndicalisme enseignant dans le second degré : le syndicalisme enseignant rencontre le socialisme, note de lecture, septembre 2013.
- [vidéo] « « François Mitterrand le Nivernais » », sur YouTube.
- Le Maitron, Dictionnaire biographique du mouvement ouvrier et social : notice sur Jean Battut.